# 1598 год
1598 (ты́сяча пятьсо́т девяно́сто восьмо́й) год  по григорианскому календарю — невисокосный год, начинающийся в четверг. Это 1598 год нашей эры, 8‑й год 10‑го десятилетия XVI века 2‑го тысячелетия, 9‑й год 1590‑х годов. Он закончился 427 лет назад.
| Пн | Вт | Ср | Чт | Пт | Сб | Вс |
|    |    |    | 1  | 2  | 3  | 4  |
| 5  | 6  | 7  | 8  | 9  | 10 | 11 |
| 12 | 13 | 14 | 15 | 16 | 17 | 18 |
| 19 | 20 | 21 | 22 | 23 | 24 | 25 |
| 26 | 27 | 28 | 29 | 30 | 31 |    |

| Пн | Вт | Ср | Чт | Пт | Сб | Вс |
|    |    |    |    |    |    | 1  |
| 2  | 3  | 4  | 5  | 6  | 7  | 8  |
| 9  | 10 | 11 | 12 | 13 | 14 | 15 |
| 16 | 17 | 18 | 19 | 20 | 21 | 22 |
| 23 | 24 | 25 | 26 | 27 | 28 |    |

| Пн | Вт | Ср | Чт | Пт | Сб | Вс |
|    |    |    |    |    |    | 1  |
| 2  | 3  | 4  | 5  | 6  | 7  | 8  |
| 9  | 10 | 11 | 12 | 13 | 14 | 15 |
| 16 | 17 | 18 | 19 | 20 | 21 | 22 |
| 23 | 24 | 25 | 26 | 27 | 28 | 29 |
| 30 | 31 |    |    |    |    |    |

| Пн | Вт | Ср | Чт | Пт | Сб | Вс |
|    |    | 1  | 2  | 3  | 4  | 5  |
| 6  | 7  | 8  | 9  | 10 | 11 | 12 |
| 13 | 14 | 15 | 16 | 17 | 18 | 19 |
| 20 | 21 | 22 | 23 | 24 | 25 | 26 |
| 27 | 28 | 29 | 30 |    |    |    |

| Пн | Вт | Ср | Чт | Пт | Сб | Вс |
|    |    |    |    | 1  | 2  | 3  |
| 4  | 5  | 6  | 7  | 8  | 9  | 10 |
| 11 | 12 | 13 | 14 | 15 | 16 | 17 |
| 18 | 19 | 20 | 21 | 22 | 23 | 24 |
| 25 | 26 | 27 | 28 | 29 | 30 | 31 |

| Пн | Вт | Ср | Чт | Пт | Сб | Вс |
| 1  | 2  | 3  | 4  | 5  | 6  | 7  |
| 8  | 9  | 10 | 11 | 12 | 13 | 14 |
| 15 | 16 | 17 | 18 | 19 | 20 | 21 |
| 22 | 23 | 24 | 25 | 26 | 27 | 28 |
| 29 | 30 |    |    |    |    |    |

| Пн | Вт | Ср | Чт | Пт | Сб | Вс |
|    |    | 1  | 2  | 3  | 4  | 5  |
| 6  | 7  | 8  | 9  | 10 | 11 | 12 |
| 13 | 14 | 15 | 16 | 17 | 18 | 19 |
| 20 | 21 | 22 | 23 | 24 | 25 | 26 |
| 27 | 28 | 29 | 30 | 31 |    |    |

| Пн | Вт | Ср | Чт | Пт | Сб | Вс |
|    |    |    |    |    | 1  | 2  |
| 3  | 4  | 5  | 6  | 7  | 8  | 9  |
| 10 | 11 | 12 | 13 | 14 | 15 | 16 |
| 17 | 18 | 19 | 20 | 21 | 22 | 23 |
| 24 | 25 | 26 | 27 | 28 | 29 | 30 |
| 31 |    |    |    |    |    |    |

| Пн | Вт | Ср | Чт | Пт | Сб | Вс |
|    | 1  | 2  | 3  | 4  | 5  | 6  |
| 7  | 8  | 9  | 10 | 11 | 12 | 13 |
| 14 | 15 | 16 | 17 | 18 | 19 | 20 |
| 21 | 22 | 23 | 24 | 25 | 26 | 27 |
| 28 | 29 | 30 |    |    |    |    |

| Пн | Вт | Ср | Чт | Пт | Сб | Вс |
|    |    |    | 1  | 2  | 3  | 4  |
| 5  | 6  | 7  | 8  | 9  | 10 | 11 |
| 12 | 13 | 14 | 15 | 16 | 17 | 18 |
| 19 | 20 | 21 | 22 | 23 | 24 | 25 |
| 26 | 27 | 28 | 29 | 30 | 31 |    |

| Пн | Вт | Ср | Чт | Пт | Сб | Вс |
|    |    |    |    |    |    | 1  |
| 2  | 3  | 4  | 5  | 6  | 7  | 8  |
| 9  | 10 | 11 | 12 | 13 | 14 | 15 |
| 16 | 17 | 18 | 19 | 20 | 21 | 22 |
| 23 | 24 | 25 | 26 | 27 | 28 | 29 |
| 30 |    |    |    |    |    |    |

| Пн | Вт | Ср | Чт | Пт | Сб | Вс |
|    | 1  | 2  | 3  | 4  | 5  | 6  |
| 7  | 8  | 9  | 10 | 11 | 12 | 13 |
| 14 | 15 | 16 | 17 | 18 | 19 | 20 |
| 21 | 22 | 23 | 24 | 25 | 26 | 27 |
| 28 | 29 | 30 | 31 |    |    |    |

## События
- 1507—1622 — Португало-персидская война. Ряд вооружённых конфликтов между колониалистской Португалией и вассальным Ормузом, с одной стороны, и Сефевидской империей, поддерживаемой англичанами, с другой[1].
- 1511—1641 — Малайско-португальская война. Вооружённый конфликт XVI-XVII веков, в котором Малаккский султанат при поддержке империи Мин, Голландской Ост-Индской компании (с 1607) и Джохора безуспешно сопротивлялся Португальской империи, стремившейся захватить Малакку и установить контроль над торговлей между Индией и Китаем[2].
- 1566—1609 — первый этап Нидерландской буржуазной революции (Восьмидесятилетняя война). Религиозно-идеологическая, политическая и социально-экономическая борьба Семнадцати провинций за независимость от испанского владычества[3].
- 1585—1604 — Англо-испанская война[4].
  - 1593—1603 — Девятилетняя война. Вооружённый конфликт между вождями ирландских кланов и английскими оккупационными войсками в Ирландии[5].
- 1585—1598 — закончилась Восьмая гугенотская война[6].
  - 13 апреля — Нантский эдикт. Закон, даровавший французским протестантам-гугенотам вероисповедные права. Составлен по приказанию французского короля Генриха IV Бурбона и утверждён в Нанте Отменён Людовиком XIV в 1685 году[7].
- 1592—1598 — закончилась Японо-корейская война (Имдинская война)[8].
  - 16 декабря — морская битва в проливе Норян[8].
- 1593—1604 — Долгая война[9].
- 1595—1598 — закончилась Франко-испанская война[10].
  - 2 мая — подписан Вервенский мир представителями короля Франции Генриха IV и короля Испании Филиппа II. В переговорах активно участвовал легат папы Климента VIII во Франции Алессандро Медичи, будущий папа Лев XI[11].
- 1595—1603 — Восстание Кара-Языджи и Дели-Хасана. Крестьянское антифеодальное восстание в Османской империи[12].
- 1597—1598 — последняя вспышка восстания «кроканов», отчасти подавленная, отчасти прекращённая при помощи уступок.
- 1598—1599 — началась Война против Сигизмунда. Война за шведский престол между Сигизмундом III Ваза и герцогом Карлом Сёдерманландским[13].
  - 25 сентября — битва у Стонгебру[14].
- 1598—1601 — началось завоевание шахом Аббасом I Южного Туркменистана. Аббас I ликвидировал местные феодальные княжества и назначил в Мерв и Нису наместников.
- 1598—1599 — началось антитурецкое восстание в Картли. Освобождение от турок крепости Гори.
- 9 августа — битва при Герате между армиями Сефевидского государства и Бухарского ханства за обладание Хорасаном и Балхом. Завершилось полным разгромом узбекского войска и освобождением Хорасана, восстановлением власти Сефевидов в регионе[15].
- Казахско-бухарская война[16]. Вооруженный конфликт между Казахским и Бухарским ханствами. В ходе войны казахи заняли Ташкент, Туркестан, Сайрам, Андижан и Самарканд, но во время осады Бухары раненый Тауекель-хан отступил в Ташкент, где позже и скончался. Пирмухаммед-хан II отбил осаду Бухары и вернул Самарканд[17]: 
  - Битва при Самарканде[18].
  - Взятие Самарканда[18].
  - Осада Бухары[18].
  - Сражение у Узун-Сакала[19].

- Первое Тырновское восстание. Восстание явилось первым организованным актом болгарского сопротивления во времена османского рабства, со времен окончательного завоевания болгарской земли[20].
- Закрыт ганзейский «Стальной двор» в Лондоне.
- Выступления против налогового гнёта и дороговизны в Линкольншире, Ланкашире и окрестностях Лондона.
- Южные Нидерланды превратились в вассальное государство Испании под управлением эрцгерцога Альберта и его жены Изабеллы (дочери Филиппа II).
- Нантский эдикт Генриха IV временно положил конец религиозным распрям во Франции. Предоставление политических прав протестантам.
- Мир Франции и Испании, выгодный для Франции.
- Присоединение герцогства Феррара, где правил дом Эсте, к Папской области. Эсте сохраняют лишь Модену.
- Раскрытие заговора Томмазо Кампанеллы в Южной Италии.
- Начало волнений в Донауверте (протестантский имперский город, окружённый владениями Баварии и подвергавшийся грубому нажиму со стороны Максимилиана Баварского).
- Михай без особого труда подчинил Молдавское княжество.
- Возвращение самостоятельности Хорезма.
- Захват португальцами большей части Цейлона (кроме государства Канди).
- Японские войска были прижаты к побережью и обратились в поспешное бегство. Декабрь — Китайско-корейский флот Ли Сун Сина наголову разбил у Норянчжина огромный японский флот, уничтожив большую часть кораблей врага. В бою Ли Сун Син был смертельно ранен.
- Смерть Хидэёси. Его преемником выступил Токугава Иэясу. Многие феодалы объединились под лозунгом защиты прав малолетнего сына Хидэёси — Хидэёри.
- Богота становится столицей Новой Гранады.
- Столица Ирана перенесена Аббасом I из Казвина в Исфахан[21].
- Сигизмунд III, стремясь установить свою реальную власть в Швеции, высадился там во главе войска[22].

## Русское государство
Царствование: 1598—1605 — Борис Годунов

### Правление Годуновой Ирины Фёдоровны
- Ночь с 6 (16) на 7 (17) января — умирает тяжело больной царь Фёдор Иванович. Автор "Московской хроники" (окончена к марту 1612 года) немецкий дворянин Конрад Буссов рассказывал, что перед смертью царь решил передать власть и скипетр боярам Романовым, окружившим его ложе. Так как произошло замешательство и никто из них не решался взять символ власти, то царь сказал: "Ну, кто хочет, тот пусть и берёт скипетр, а мне невмоготу больше держать его". Б.Ф. Годунов, хотя ему никто не предлагал, протянул руку через головы бояр и схватил скипетр[23].
  - 10 января — похороны Фёдора Ивановича в Архангельском соборе Московского Кремля у гробницы своего отца Ивана Грозного[23].
  - 7 (17) января — члены Государева двора и видные представители посадского населения Москвы стали присягать Ирине Фёдоровне (крестоцелование на её имя в ряде регионов страны продолжалось до начала марта)[24].
  - 15 (25) января — в Новодевичий монастырь отъехала "простым обычаем", поселилась и в этот же день приняла постриг с именем инокини Александра царица-инокиня Ирина Фёдоровна Годунова[25]. С этого момента в официальных документах именовалась: "государыней царицей и великой княгиней Александрой Фёдоровной всеа Руси"[24].
  - Поминальные вклады были сделаны только в три монастыря: Троице-Сергиев, Новодевичий и Кирилло-Белозерский монастыри (сумма свыше 6 тыс. руб.), в отличие от сложившийся практики поминок во многие монастыри государства[24].
- Январь — Борис Годунов от имени царицы Ирины Фёдоровны провёл частичную смену воевод в крепостях на западе страны[24].
- Январь—февраль — боярские комиссии судили именем царицы местнические споры, и ещё в начале марта на её имя писались челобитные[24].
- Февраль — распространилась весть о пострижении царицы Ирины. На этом фоне многие вельможи убеждали бояр и собравшуюся толпу горожан в Московском кремле целовать крест не Годунову, а Боярской думе[26].
- 17 (27) февраля состоялся Земский собор по выбору на царство[27]. После окончания работы Собора состоялось шествие участников заседания собора и населения Москвы с челобитьем к Ирине Фёдоровне, с тем чтобы она "благословила" брата Бориса Фёдоровича Годунова на царство[24].
- 21 февраля (3 марта) — Борис Фёдорович Годунов в Смоленском соборе Новодевичьего монастыря принял избрание на царство[25].
- 1598—1613 — начало Смутного времени[28].

#### Правление Бориса Годунова
- 26 февраля — Борис Фёдорович Годунов один  явился из Новодевичьего монастыря в Московский кремль, где принял первые поздравления[29].
- 30 апреля — Борис Годунов торжественно с семьёю въезжает в Москву[29].
- 27 февраля (коронован 11 сентября) — началось правление Бориса Годунова (1598—1605).
- 2 мая — Борис Годунов с войском выдвинулся к Серпухову на крымцев[29].
  - Лето — одержана бескровная победа московских войск царя Бориса Годунова над войсками хана Крыма Газы II Герая на реке Оке под стенами Серпуховского Владычнего монастыря, после чего, в честь бескровной победы, на средства Бориса Годунова была произведена полная его перестройка[30].
  - 29 июня — Борис Годунов дал при всему войску[29].
- 1 августа — этой датой датируется подписная грамота на избрание Годунова на русское царство[26].
- 30 августа — на озере Зайсан письменный голова А.М. Воейков нанёс окончательное поражение Кучуму. В бою хан лишился несколько сот воинов, десятков мурз, многих близких родственников (большинство были захвачены в плен и доставлены в Москву). Хан бежал к калмыкам (по другим версиям к ногаям или мантыгам), которые, по всей видимости, его умертвили. Конец Сибирского ханства[31].
  - Номинально, в качестве правителя Сибирского ханства наследовал старший сын Кучума — Али (провозгласил себя ханом в 1601 году), который продолжил борьбу с русскими, но был вынужден кочевать по незаселённым территориям Западной Сибири[31].
- 1 (11) сентября — представители сословий во главе с патриархом Иовом вновь били челом Ирине Фёдоровне Годуновой, а та говорила брату, дабы он "свершил своё царское достояние", и Борис Годунов её "послушал". Действия сестры, которой ещё недавно присягали как царице представители различных слоёв русского общества, стали дополнительным источником царского статуса брата[24].
- 11 сентября — коронация Бориса Годунова.
- Фёдор Борисович, после воцарения отца, стал официально именоваться: "благоверный великий государь царевич князь.... всеа Руси" (не позднее февраля 1599 года ряд царских указов и грамот выходили также и от имени Фёдора Борисовича)[32].
  - Годунов Матвей Михайлович назначен "дядькой" (воспитателем) царевича Фёдора Борисовича[32].
- Шереметев Пётр Никитич расследовал злоупотреблениям астраханских воевод Бутурлина Ивана Михайловича и Черемисинова Дементия Ивановича[33].
- Состоялся первый поход русских войск в Мангазею[34].
- Произошёл бунт нарымских остяков[34].
- Колтовская Анна Алексеевна, четвёртая жена Ивана Грозного (с 1572 года), перемещена в Тихвинский Введенский монастырь (см. 1586, 1604, 1612, 1614)[29].
- По одной из версий, настоятели Киево-Печерского монастыря получили титул архимандритов, а монастырь статус ставропигии, который был дарован обители патриархом Константинопольским Иеремией (по другим данным это было во 2-й половине XII века) (подтверждён царским указом в 1688 году)[35].
- Пожалованы в думные дьяки: Власьев Афанасий Иванович[36].
- Пожалованы чином кравчий: Годунов Иван Иванович "с путём" (сентябрь)[32].
- Пожалованы окольничеством: Годунов Степан Степанович (сентябрь)[32], Богдан Яковлевич Бельский (сентябрь, обычно не достижимый для лиц такого происхождения)[37], Годунов Семён Никитич[32], Годунов Матвей Михайлович[32], Годунов Никита Васильевич[32], Бутурлин Фома Афанасьевич, Салтыков Михаил Михайлович Кривой, Хилков Василий Дмитриевич, Юрьев Михаил Никитич[38].

### Города и поселения
- На месте поселения вогулом (манси) Неромкара, основан, как острог Верхотурье, в связи с открытием Бабиновской дороги, нового, более короткого пути в Сибирь по р. Тура[39].
- Сломан Лозвинский город, а жителей перевели в ново построенный в этом же году воеводой Василием Петровичем Головиным — город Верхотурье[34].
- Для обороны Западного Поморья, на землях пожалованных царём Фёдором Ивановичем, сооружён острог (сов. г. Кемь), на острове Малый Лепостров, близ устья р. Кемь[40].
- Печерский Вознесенский монастырь, разрушенный оползнем в 1597 году, перенесён на современное место[41].
- В грамоте Бориса Годунова впервые упомянут Уфимский Успенский монастырь[42].

### Руководители приказов
| Года      | Приказ             | Ф,И,О главы                | Примечания |
| --------- | ------------------ | -------------------------- | ---------- |
| 1594-1601 | Посольский приказ  | Щелкалов Василий Яковлевич |            |
| 1596-1603 | Казанского дворца  | Власьев Афанасий Иванович  |            |
| 1598-1605 | Конюшенный приказ  | Годунов Дмитрий Иванович   | Боярин     |
| 1598-1605 | Большого дворца    | Годунов Степан Васильевич  | Боярин     |
| 1598-1605 | Аптекарский приказ | Годунов Семён Никитич      | Окольничий |
| 1598      | Аптекарский приказ | Богданов Иван              | Дьяк       |

#### Воеводы
| Года | Город    | Ф,И,О воеводы            | Примечания |
| ---- | -------- | ------------------------ | ---------- |
| 1598 | Чернигов | Шереметев Фёдор Иванович |            |
|      |          |                          |            |
|      |          |                          |            |

## Начало правления
См.также: Список глав государств в 1598 году
- 1598—1621 — король Испании Филипп III. Страна попала под управление фаворита короля Лермы.
- 1598—1628 — Есим, хан Казахского ханства[47].

## Родились

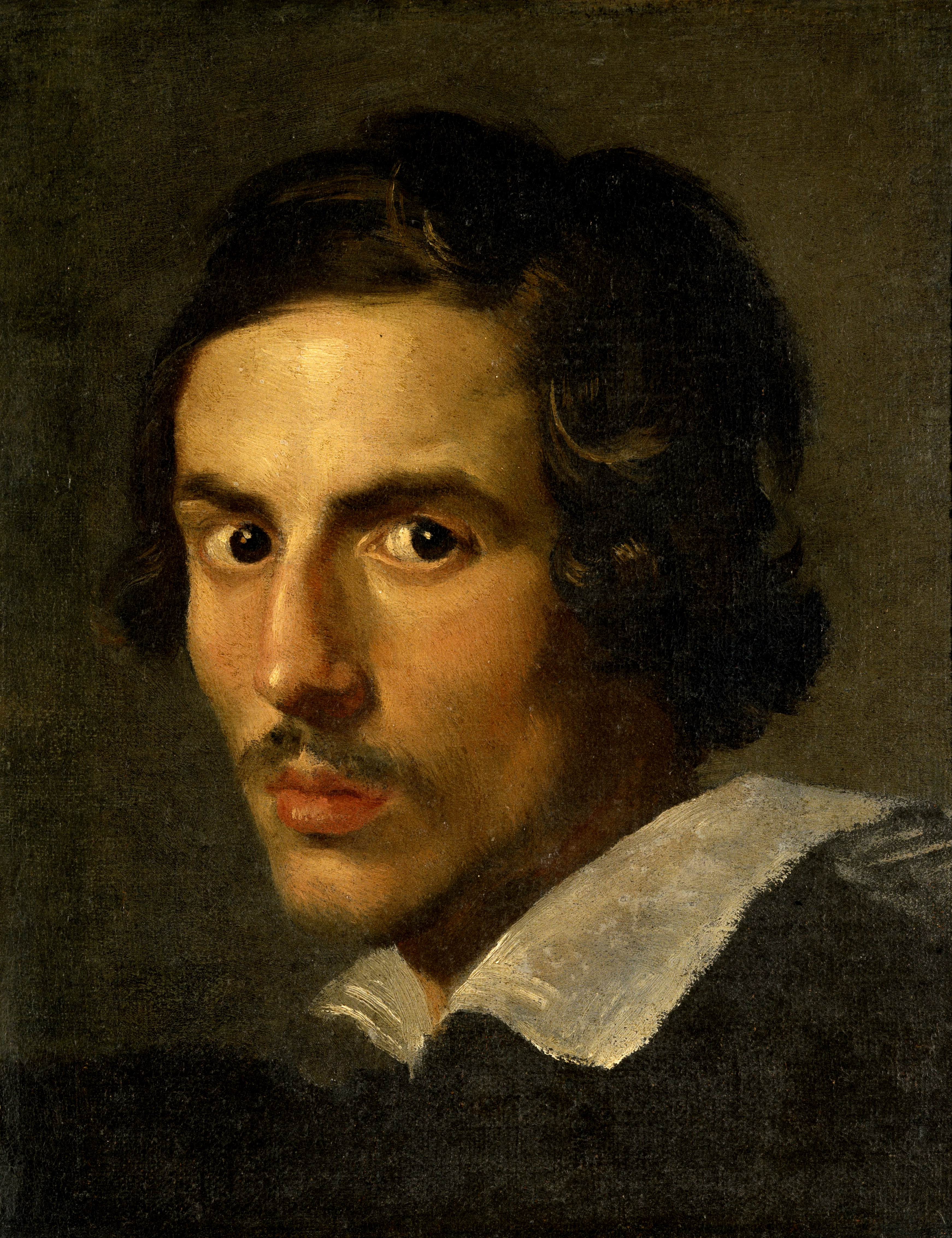
Джованни Лоренцо Бернини

См. также: Категория:Родившиеся в 1598 году
- Альгарди, Алессандро — итальянский скульптор, крупнейший представитель барокко в итальянской скульптуре наряду с Бернини.
- Джованни Лоренцо Бернини — великий итальянский архитектор и скульптор, крупнейший представитель римского и всего итальянского барокко, ученик своего отца Пьетро Бернини.
- Жан-Арман Дю Пейре — капитан-лейтенант французских королевских мушкетёров.
- Бонавентура Кавальери — итальянский математик, предтеча математического анализа, наиболее яркий и влиятельный представитель «геометрии неделимых». Выдвинутые им принципы и методы позволили ещё до открытия математического анализа успешно решить множество задач аналитического характера.
- Йохан Крюгер — крупный немецкий композитор и музыковед, автор множества мелодий, используемых в лютеранском обиходе.
- Бальдассаре Лонгена — итальянский архитектор.
- Франсуа Мансар — французский архитектор.
- Джованни Баттиста Риччоли — итальянский астроном.
- Франсиско де Сурбаран — испанский художник, представитель севильской школы живописи.
- Мартин Харпертсон Тромп — голландский адмирал.
- Элеонора Гонзага — вторая жена Фердинанда II, императора Священной Римской империи, эрцгерцогиня-консорт Австрии, королева Германии, королева-консорт Венгрии и Богемии.

## Скончались

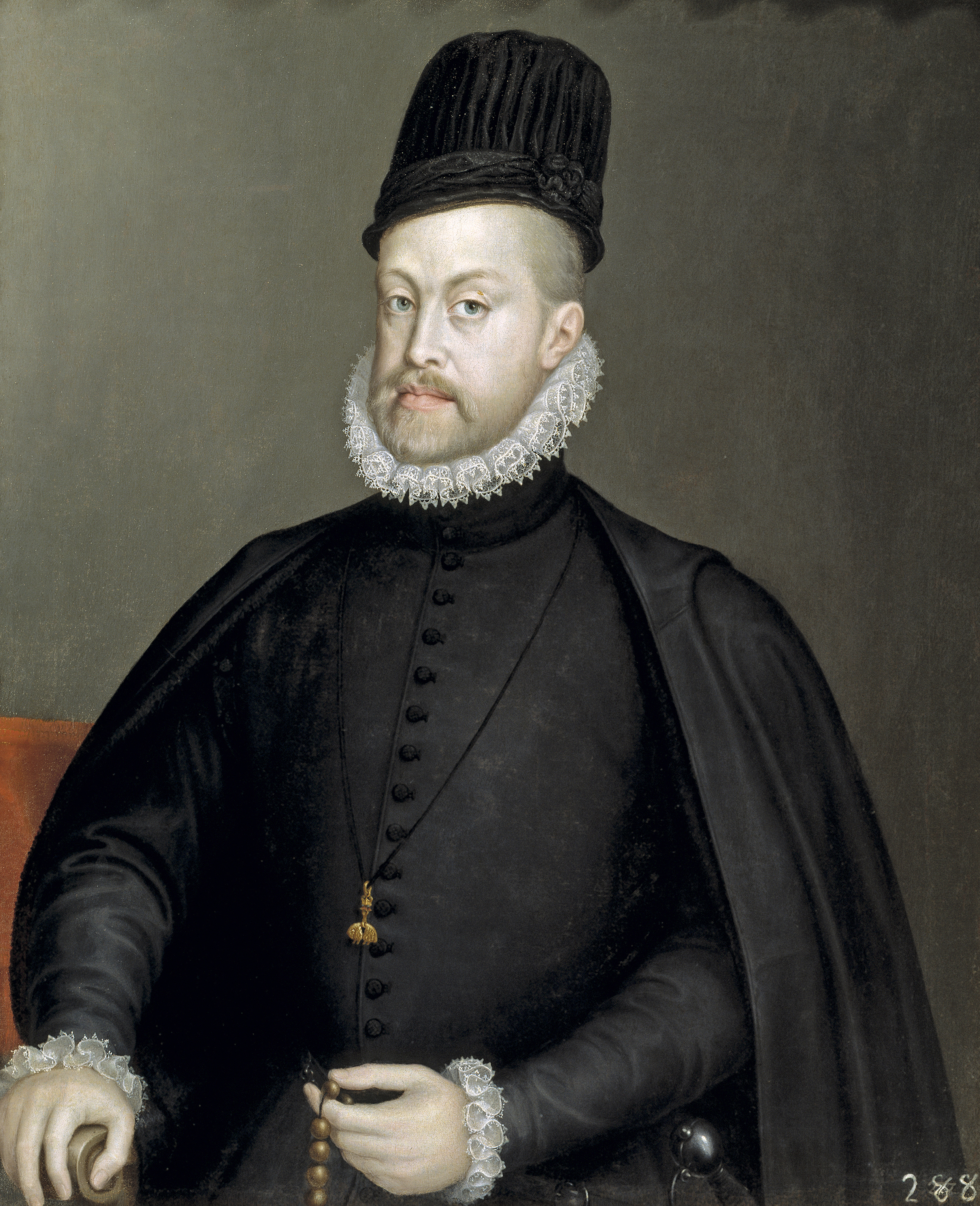
Испанский король Филипп II

См. также: Категория:Умершие в 1598 году
- Тауекель-хан — казахский хан, глава, представитель белой кости Казахского ханства в 1582—1598 годах.
- Абдулла-хан II — узбекский хан из династии Шибанидов в 1583—1598 годах[48].
- Анна Австрийская — королева Польши и Швеции, первая супруга Сигизмунда III, мать Владислава IV[22].
- Паоло Бои — итальянский шахматист.
- Бри, Теодор де — южно-нидерландский гравёр, ювелир, издатель и путешественник.
- Иоганн Георг — курфюрст бранденбургский, представитель династии Гогенцоллернов.
- Ли Сунсин — корейский флотоводец, знаменитый своими победами над морским флотом Японии в Имджинской войне.
- Альдегонде Филипп ван Марникс — нидерландский дипломат и военачальник.
- Абрахам Ортелий — фламандский картограф.
- Тоётоми Хидэёси — японский военный и политический деятель, объединитель Японии.
- Уильям Сесил — 1-й барон Бёрли, глава правительства королевы Елизаветы Английской, государственный секретарь в 1550—1553 и 1558—1572, лорд-казначей Англии с 1572 года.
- Фёдор I Иоаннович — царь всея Руси и великий князь Московский с 18 марта 1584 года, третий сын Ивана IV Грозного и царицы Анастасии Романовны, последний представитель московской ветви династии Рюриковичей.
- Щелкалов Андрей Яковлевич — русский государственный деятель и дипломат, думный дьяк (с 1570), глава Посольского (1570-1594), Разрядного (1569-1570 и 1576) приказов и приказа Казанского дворца (1578-1588)[49].
- Филипп II — король Испании из династии Габсбургов. Сын и наследник императора Священной Римской империи Карла V, Филипп с 1554 года был королём Неаполя и Сицилии, а с 1556 года, после отказа своего отца от престола стал королём Испании, Нидерландов и обладателем всех заморских владений Испании.